# Сандалова олія

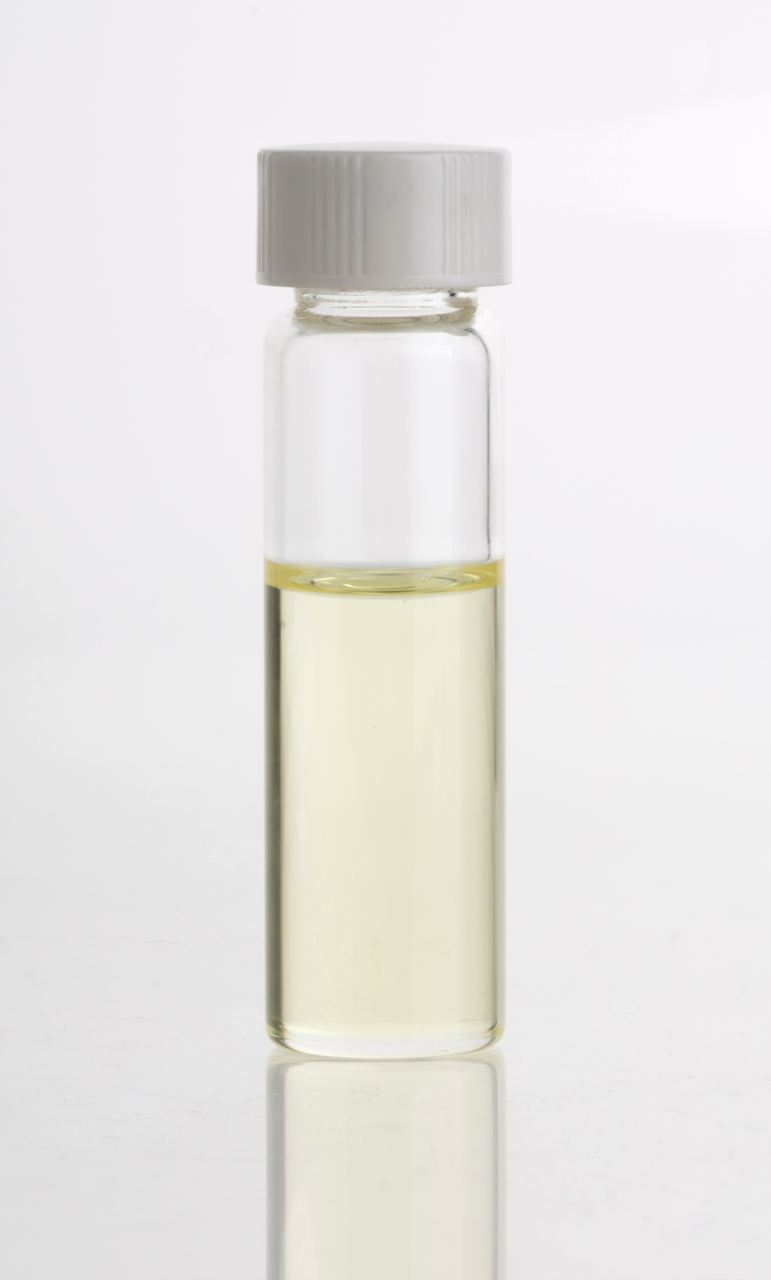
Ампула з чистою ефірною олією сандалового дерева

Сандалова олія - це ефірна олія, отримана паровою дистиляцією стружки і трісок із серцевини сандалового дерева (Santalum album). Олія сандалового дерева використовується в парфумерії, косметиці, і священних мазях.

## Основні складові
Олія сандалового дерева містить понад 90% сесквітерпенових спиртів, 50-60% яких складає трициклічний α-сантанол і 20-25% β-сантанол.

## Терапевтичне застосування
Ефірна олія сандалового дерева використовується в аюрведичній медицині для лікування, як соматичних, так і психічних розладів. В дослідах наслідків вдихання сандалової ефірної олії і її основного компоненту, α-сантанолу, на фізіологічні параметри людини, сандалова олія підвищувала частоту пульсу, провідність шкіри і систолічний артеріальний тиск.
Олія сандалового дерева і α-сантанол пов'язані з хіміопревентивною активністю у тваринних моделях канцерогенезу.